# Vipera latastei
Vipera latastei là một loài rắn trong họ Rắn lục. Loài này được Bosca mô tả khoa học đầu tiên năm 1878.

## Hình ảnh

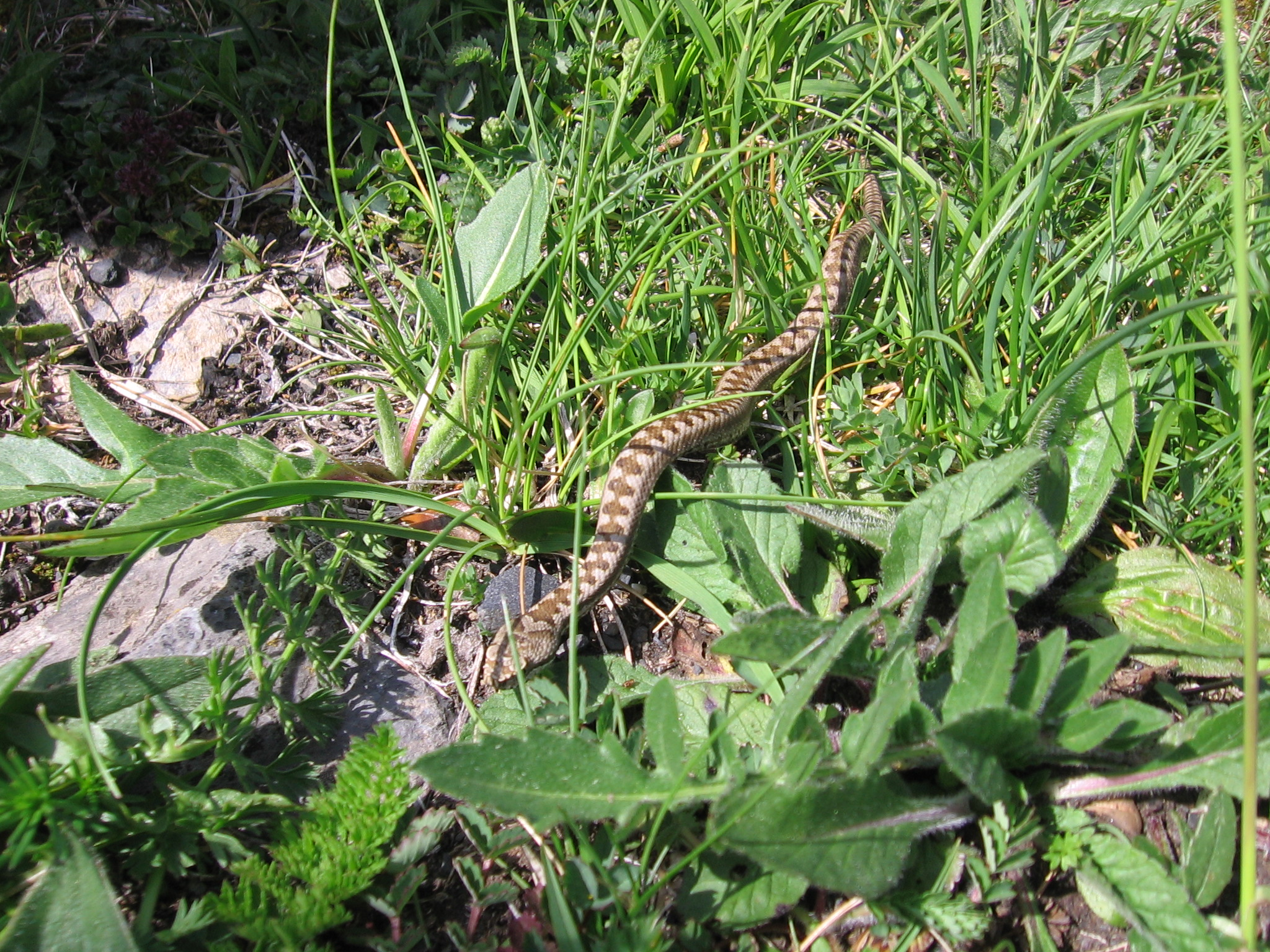
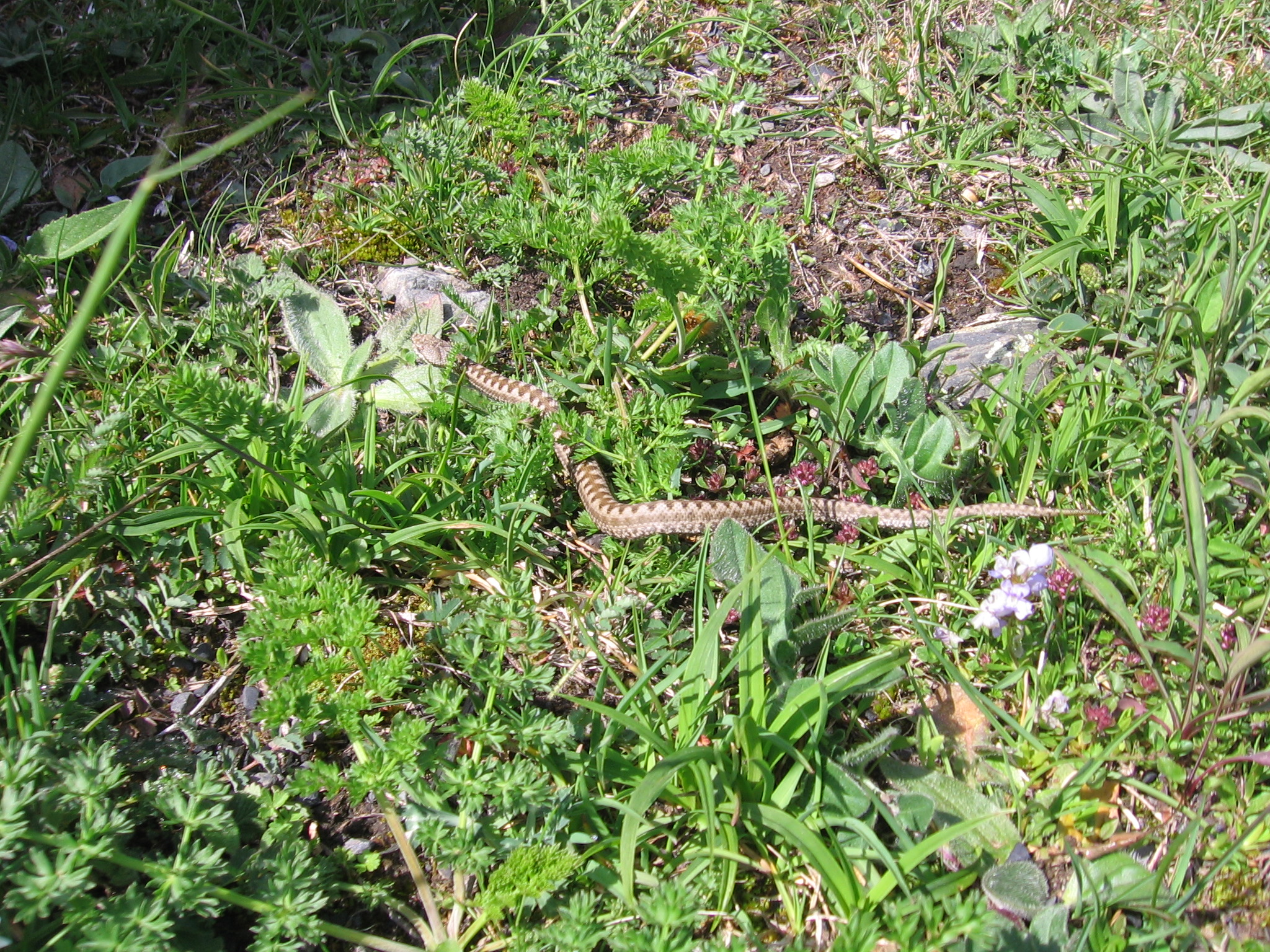